# 4994 Кісала
4994 Кісала (4994 Kisala) — астероїд головного поясу, відкритий 1 вересня 1983 року.
Тіссеранів параметр щодо Юпітера — 3,254.